# Superior, Wisconsin
Superior este o localitate, municipalitate și sediul comitatului Douglas, statul Wisconsin, SUA.